# Кевін Гамейро
Кеві́н Гаме́йро (фр. Kévin Gameiro, нар. 9 травня 1987, Санліс) — французький футболіст, нападник клубу «Страсбур».
Також відомий виступами за клуби «Страсбур», «Лор'ян», «Севілья»  та «Атлетіко», а також національну збірну Франції.

## Клубна кар'єра

### «Страсбур»
Гамейро народився в місті Санлісі , яке недалеко від Парижа. Займатися футболом почав у віці восьми років у команді Марлі- ла -Віль , неподалік від свого рідного міста. У 13-річному віці був помічений одним з скаутів «Страсбура». Гамейро непогано зарекомендував себе і дебютував у матчі за основний склад: 10 вересня 2005 року. Молодий нападник вийшов на заміну в гостьовому матчі проти «Парі Сен-Жермен» , який його команда програла з рахунком 0:1. Перший гол у Лізі 1 Гамейро забив 4 лютого 2006 в ворота «Ланса». Втім, і в цьому матчі «Страсбур» поступився - 1:2. Вдалося Гамейро в тому сезоні відзначитися і в Кубку УЄФА. У тому турнірі Кевін провів 3 матчі і забив 2 голи ( обидва у дебютному матчі проти «Црвени Звезди» 14 грудня 2005, що завершився з рахунком 2:2).
За підсумками сезону 2005-2006 «Страсбур» вилетів в Лігу 2, в якій Гамейро провів 16 ігор і забив 3 м'ячі, допомігши тим самим своїй команді повернутися у вищий дивізіон французького футболу.
Сезон 2007-2008 для «Страсбура» знову не вдався. Команда за підсумками чемпіонату посіла 19-е місце і знову залишила еліту.

### «Лор'ян»
Не дивлячись на виліт «Страсбура» з Ліги 1, Гамейро в еліті залишився, перейшовши в липні 2008 року в «Лор'ян». Відіграв за команду наступні три сезони своєї ігрової кар'єри. Більшість часу, проведеного у складі «Лор'яна», був основним гравцем команди. Там Гамейро став одним з головних бомбардирів, маючи середню результативність на рівні 0,46 голу за гру першості.

### «Парі Сен-Жермен»
До складу клубу «Парі Сен-Жермен» приєднався 2011 року і провів там два сезони.

### «Севілья»
25 липня 2013 року за 10 мільйонів євро перейшов до іспанської «Севільї», з якою уклав п'ятирічний контракт.

### «Завершення кар'єри»
17 березня 2025 року оголосив про завершення кар'єри футболіста.

## Виступи за збірні
2004 року дебютував у складі юнацької збірної Франції, взяв участь у 2 іграх на юнацькому рівні.
Протягом 2007–2009 років залучався до складу молодіжної збірної Франції. На молодіжному рівні зіграв у 8 офіційних матчах, забив 6 голів.
2010 року дебютував в офіційних матчах у складі національної збірної Франції. Наразі провів у формі головної команди країни 9 матчів, забивши 1 гол.

## Статистика виступів

### Статистика клубних виступів
Станом на кінець сезону 2011/12
| Сезон                | Команда              | Чемпіонат            | Чемпіонат | Чемпіонат | Національний кубок | Національний кубок | Національний кубок | Континентальні кубки | Континентальні кубки | Континентальні кубки | Інші змагання | Інші змагання | Інші змагання | Усього | Усього |
| Сезон                | Команда              | Ліга                 | Ігор      | Голів     | Ліга               | Ігор               | Голів              | Ліга                 | Ігор                 | Голів                | Ліга          | Ігор          | Голів         | Ігор   | Голів  |
| -------------------- | -------------------- | -------------------- | --------- | --------- | ------------------ | ------------------ | ------------------ | -------------------- | -------------------- | -------------------- | ------------- | ------------- | ------------- | ------ | ------ |
| 2005–06              | «Страсбур»           | L1                   | 8         | 1         | КФ+КФЛ             | 1+0                | 2+0                | КУЄФА                | 3                    | 2                    | -             | -             | -             | 12     | 5      |
| 2006–07              | «Страсбур»           | L2                   | 16        | 3         | КФ+КФЛ             | 3+1                | 3+0                | -                    | -                    | -                    | -             | -             | -             | 20     | 6      |
| 2007–08              | «Страсбур»           | L1                   | 34        | 6         | КФ+КФЛ             | 1+1                | 0                  | -                    | -                    | -                    | -             | -             | -             | 36     | 6      |
| Усього за «Страсбур» | Усього за «Страсбур» | Усього за «Страсбур» | 58        | 10        |                    | 7                  | 5                  |                      | 3                    | 2                    |               | 0             | 0             | 64     | 12     |
| 2008–09              | «Лор'ян»             | L1                   | 37        | 11        | КФ+КФЛ             | 2+0                | 2+0                | -                    | -                    | -                    | -             | -             | -             | 39     | 13     |
| 2009–10              | «Лор'ян»             | L1                   | 35        | 17        | КФ+КФЛ             | 1+4                | 0+2                | -                    | -                    | -                    | -             | -             | -             | 40     | 19     |
| 2010–11              | «Лор'ян»             | L1                   | 36        | 22        | КФ+КФЛ             | 3+2                | 2+0                | -                    | -                    | -                    | -             | -             | -             | 41     | 24     |
| Усього за «Лор'ян»   | Усього за «Лор'ян»   | Усього за «Лор'ян»   | 108       | 50        |                    | 12                 | 6                  |                      | 0                    | 0                    |               | 0             | 0             | 120    | 56     |
| 2011–12              | «Парі Сен-Жермен»    | L1                   | 34        | 11        | КФ+КФЛ             | 4                  | 2                  | ЛЄ                   | 7                    | 1                    | -             | -             | -             | 45     | 14     |
| Усього за кар'єру    | Усього за кар'єру    | Усього за кар'єру    | 200       | 71        |                    | 23                 | 13                 |                      | 9                    | 3                    |               | 0             | 0             | 232    | 87     |

### Статистика виступів за збірну
| Дата       | Місто    | Господарі | Результат | Гості                | Турнір            | Голи | Примітки |
| ---------- | -------- | --------- | --------- | -------------------- | ----------------- | ---- | -------- |
| 03/09/2010 | Париж    | Франція   | 0 – 1     | Білорусь             | Відбір до ЧЄ 2012 | -    |          |
| 09/02/2011 | Париж    | Франція   | 1 – 0     | Бразилія             | товариський матч  | -    |          |
| 29/03/2011 | Париж    | Франція   | 0 – 0     | Хорватія             | товариський матч  | -    |          |
| 06/06/2011 | Донецьк  | Україна   | 1 – 4     | Франція              | товариський матч  | 1    |          |
| 09/06/2011 | Варшава  | Польща    | 0 – 1     | Франція              | товариський матч  | -    |          |
| 10/08/2011 | Монпельє | Франція   | 1 – 1     | Чилі                 | товариський матч  | -    |          |
| 11/10/2011 | Париж    | Франція   | 1 – 1     | Боснія і Герцеговина | Відбір до ЧЄ 2012 | -    |          |
| 11/11/2011 | Париж    | Франція   | 1 – 0     | США                  | товариський матч  | -    |          |
| Усього     |          | Матчів    | 8         |                      | Голів             | 1    |          |

## Титули і досягнення
- Переможець Ліги Європи (4):

«Севілья»:  2013–14, 2014–15, 2015–16
«Атлетіко»:  2017–18
- Володар Кубка Іспанії (1):

Валенсія: 2018-19